# 吉岡健太郎
吉岡 健太郎（よしおか けんたろう、1988年9月27日 - ）は、北海道上富良野町出身の元プロスノーボーダー、保育所経営者。

## 物
小さい頃から野球、スキーをはじめ、スポーツに励む。小学校3年生（9歳）の時にスキー場でスノーボードを見て興味を持ち、父と姉と共に始める。スノーボードを初めて2年目にスノーボードアルペンに転向。14歳で出場したJSBA全日本選手権（14歳以下の部）では準優勝。富良野高等学校に進学。16歳の時に初めてJSBA全日本選手権（18歳以下の部）で優勝。19歳で初めて行った海外大会（イタリア）FISジュニア世界選手権では7位入賞。21歳でFISレース（イタリア）2日連続優勝。22歳にして国内最高峰のFIS全日本選手権で優勝。野生的な滑りで2010-2011シーズンは国内FISを4戦3勝という成績で圧倒的な力を見せつけた。2012年からワールドカップメンバーとして海外を転戦し、2015年日本トップでありながら一線から退いた。プロツアーは3年間にわたり6連勝したまま引退した。
2023年現役復帰を果たし、プロに返り咲き、プロツアー1勝、FIS大会で優勝、準優勝した。
ソチオリンピックシーズンに3度の決勝に進出するも日本の選考基準を超えることが出来ず冬季オリンピック代表落選。翌年に競技を引退。
以前から子どもに関わる仕事をしたかったことから、引退後平成28年より札幌市で0～2歳までの乳幼児を受け入れる小規模保育所「富丘ニンニン保育園」を経営。自身も翌年から保育士養成校に3年間通い、幼稚園教諭と保育士資格を取得した。令和2年より認可保育所「富丘バオバブ保育園」を新たに開設。スポーツを通して培ったエネルギーを次世代の子どものために活用したいと強く考えている。生きる力を育て、自己肯定感の高い人を育てる保育園を運営している。。

## 大会成績
- 2009年12月18日 - FIS ITALIA/Ratschings GS 優勝
- 2009年12月19日 - FIS ITALIA/Ratschings GS 優勝
- 2010年1月21日 - FIS 長野県選手権大会 GS 3位
- 2010年1月24日 - JSBA Rinding on 黒姫 GS 優勝
- 2010年1月30日 - FIS 尾瀬戸倉カップ PSL 3位
- 2010年1月31日 - FIS 尾瀬戸倉カップ GS 2位
- 2010年2月21日 - PSA ASIA 15周年記念大会 PSL 4位
- 2010年3月5日 - FIS 全日本スノーボード選手権 PGS 6位
- 2011年1月15日 - PSA 軽井沢エキシビジョン GS 優勝
- 2011年1月16日 - PSA プロツアー第1戦 GS 3位
- 2011年1月30日 - FIS 尾瀬戸倉カップ PSL 3位
- 2011年1月31日 - FIS 尾瀬戸倉カップ GS 優勝
- 2011年2月9日 - FIS World Cup in 韓国 PSL 31位
- 2011年2月20日 - FIS World Cup in CANADA PGS 36位
- 2011年3月4日 - FIS 第17回全日本選手権 PGS 優勝
- 2011年3月6日 - PSA プロツアー第2戦 DU 優勝
- 2011年4月10日 - FIS 北海道選手権 GS 優勝
- 2011年12月15日 - FIS World Cup in USA PGS 21位
- 2012年1月13日 - FIS World Cup in Austlia PSL 23位
- 2012年3月4日 - FIS World Cup in Russia PSL 26位
- 2012年4月8日 - FIS 北海道選手権 GS 準優勝
- 2013年1月19日 - FIS EuropeCup in SLO PGS 3位
- 2013年1月20日 - FIS EuropeCup in SLO PGS 6位
- 2013年1月25日 - FIS 尾瀬戸倉Cup GS 優勝
- 2013年3月2日 - FIS EuropeCup in Austlia PSL 3位
- 2013年3月3日 - FIS FISレース in Austlia PSL 3位
- 2013年3月23日 - FIS NationsCup in GERMANY PGS 4位
- 2013年12月13日 - FIS WorldCup in ITALY PGS 12位
- 2013年12月14日 - FIS WorldCup in ITALY PSL 24位
- 2014年1月18日 - FIS WorldCup in SLO PGS 14位
- 2014年1月25日 - FIS EuropeCup in ITALY PSL 4位
- 2014年2月1日 - FIS WorldCup in GERMANY PGS 25位
- 2014年2月7日 - PSA プロツアー第2戦 DU 準優勝
- 2014年3月11日 - PSA プロツアー第4戦 PGS 優勝
- 2014年3月20日 - PSA プロツアー第5戦 GS 優勝
- 2014年4月2日 - FIS 第20回全日本選手権 PGS 準優勝
- 2014年4月6日 - FIS 北海道選手権 GS 優勝
- 2015年1月23日 - FIS 世界選手権 in ITALY PGS 20位
- 2015年2月7日 - FIS WorldCup in GERMANY PGS 15位
- 2015年2月28日 - FIS WorldCup in 旭川 PGS 26位
- 2015年3月1日 - FIS WorldCup in 旭川 PSL 23位
- 2015年3月11日 - PSA プロツアー第3戦 GS 優勝（準優勝にはバンクーバー五輪金メダリストのカナダ選手）
- 2015年3月14日 - FIS WorldCup in Germany PSL 23位
- 2015年3月17日 - FIS EuropeCup in SLOVENIA PGS 8位
- 2015年3月21日 - FIS NationalChampionShip in AUSTLIA PSL 6位
- 2015年3月22日 - FIS NationalChampionShip in AUSTLIA PGS 8位
- 2015年4月11日 - PSA プロツアー第4戦 GS 優勝
- 2016年2月13日 - PSA プロツアー第1戦 GS 優勝
- 2016年2月19日 - PSA プロツアー第2戦 PGS 優勝（準優勝には北京五輪金メダリストのオーストリア選手）

プロツアー6連勝のまま引退、2022シーズンよりFIS全日本選手権優勝を目指し現役復帰。
- 2023年1月27日 - PSA プロツアー第2戦 GS 優勝
- 2023年1月28日 - PSA プロツアー第3戦 GS 準優勝
- 2023年3月4日 - FIS 第27回 北海道選手権 PGS 優勝
- 2023年3月5日 - FIS 第29回 全日本選手権 PGS 準優勝